# Danielle Bunten Berry
Danielle Bunten Berry, nata Daniel Paul Bunten (Saint Louis, 19 febbraio 1949 – Little Rock, 3 luglio 1998), è stata un'autrice di videogiochi statunitense, conosciuta per la creazione di importanti titoli come M.U.L.E. e The Seven Cities of Gold.

## Biografia
Nato a Saint Louis, da giovane si trasferì a Little Rock per frequentare le scuole superiori. Laureatosi in ingegneria gestionale nel 1974, iniziò a programmare videogiochi testuali per hobby. Nel 1978, Bunten realizzò, per una software house canadese chiamata Speakeasy Software, un gioco strategico per Apple II dal titolo Wheeler Dealers. Dotato di una modalità multiplayer, necessitava di un controller dedicato; per questo motivo veniva venduto a un prezzo nettamente superiore della media dell'epoca, fattore che ne decretò il fallimento commerciale.
Non scoraggiato dall'insuccesso, Bunten iniziò a lavorare per la Strategic Simulations (SSI),  realizzando tre titoli di genere vario, ma tutti sempre dotati di importante componente multigiocatore: il simulatore tattico di football americano Computer Quarterback (1979), il simulatore economico Cartels and Cutthroats (1981), e il wargame con azione Cytron Masters (1982).
Dopo questi titoli, Bunten fondò una software house chiamata Ozark Softscape a Little Rock, insieme a suo fratello Bill Bunten (con il quale aveva già collaborato) e ad altri due soci. Alla Ozark Dan Bunten svolgeva il ruolo di co-designer e co-programmatore, oltre a esserne il capo tecnico e spirituale, in virtù della sua maggiore esperienza nel settore.
La Electronic Arts aveva già apprezzato il precedente Cartels and Cutthroats e ne aveva chiesto i diritti di conversione ad altre piattaforme, ma la SSI aveva rifiutato; a questo punto fu Bunten a rivolgersi alla EA, proponendole di sviluppare un gioco simile a Cartels and Cutthroats, ma molto più avanzato; la EA accettò e fece da editrice dei primi prodotti della Ozark Softscape.
Il primo titolo realizzato per EA fu M.U.L.E. (1983), per la famiglia Atari 8-bit: la scelta cadde su questo computer per la presenza di quattro porte per joystick. Il gioco, ispirato al romanzo di fantascienza Lazarus Long l'immortale di Robert A. Heinlein e con elementi tratti dal gioco da tavolo Monopoly, venne in seguito portato anche su Commodore 64. M.U.L.E. ottenne un discreto successo di pubblico (circa 30 000 copie vendute), ma fu con The Seven Cities of Gold (1984) che Bunten ottenne un grande riconoscimento di critica e mercato, con 150 000 copie vendute.
I due titoli successivi, Heart of Africa (1985) e Robot Rascals (1986), non ebbero la medesima fortuna. Bunten era interessato a realizzare un adattamento del gioco da tavolo Civilization, ma l'editore insistette per ripetere la formula di The Seven Cities of Gold e il risultato fu Heart of Africa, probabilmente penalizzato dall'eccessiva somiglianza col predecessore.
Nel 1988 fu la volta di Modem Wars (1988), uno dei primi titoli dotato di modalità multiplayer tramite modem, notevole anche per la presenza di altri elementi non comuni all'epoca, come nebbia di guerra, formazioni di unità, replay e punteggi salvabili online.
A questo punto Bunten lasciò l'EA per Microprose, dove adattò il gioco da tavolo Axis and Allies, che diventò Command HQ (1990). Il secondo e ultimo titolo per Microprose di Bunten fu Global Conquest (1992), primo strategico bellico dotato di modalità multiplayer via modem o network per quattro giocatori.
Nel novembre 1992 Bunten, dopo un terzo matrimonio fallito e tre figli, decise di cambiare sesso; in seguito si pentì di questa scelta, a causa delle somme di denaro spese per l'operazione e per la rottura di molte relazioni familiari. Sempre nel 1992 venne annullata una nuova versione di M.U.L.E. per Sega Mega Drive perché si rifiutò di inserire armi nel gioco, fattore che, secondo lei, avrebbe stravolto il concetto originale. La Ozark Softscape chiuse poco dopo.
Dopo la transizione sembra che anche lo sviluppo di videogiochi passò in secondo piano per la Bunten; lei stessa ammise che non voleva più passare molto tempo davanti a un computer a programmare. Lavorò per un anno alla Interval Research, il think tank di Paul Allen, e infine tornò allo sviluppo di giochi lavorando per l'editore online MPath, legato a MPlayer.com. Il suo ultimo videogioco fu Warsport per la MPath. Era una sorta di calcio-combattimento tra squadre di robot in multigiocatore sul servizio online di MPlayer, non più esistente.
All'incirca nel periodo dalla pubblicazione di Warsport le venne diagnosticato un carcinoma del polmone, dovuto probabilmente agli anni in cui aveva fumato molto. Si spense il 3 luglio 1998, in un ospedale di Little Rock.

## Impatto sull'industria
Bunten dava grande importanza al multigiocatore e focalizzò quasi sempre su questo la propria produzione (con la notevole eccezione di The Seven Cities of Gold), poiché per lui il videogioco doveva essere principalmente un mezzo di interazione tra più persone.
(Danielle Bunten Berry)
Benché la maggior parte dei videogiochi realizzati dalla Bunten non siano stati enormi successi commerciali, alcuni di essi vengono considerati pietre miliari nel campo dell'intrattenimento videoludico, e precursori della maggior parte dei moderni titoli che fanno delle modalità multiplayer il loro punto di forza.
L'influenza di M.U.L.E. in particolare è stata straordinaria. Nel 2005 si arrivò perfino a integrare il software Kaillera nell'emulatore Atari800winplus principalmente per potersi sfidare al M.U.L.E. originale su Internet.
Il 7 maggio 1998, a due mesi dalla sua morte, le venne dedicato un premio postumo dalla Computer Game Developers Association. Nel 2000 il designer Will Wright ha dedicato The Sims alla sua memoria, citando la sua grande influenza per quanto riguarda il game design.
Nel 2007 la Academy of Interactive Arts & Sciences ha scelto la Bunten per la sua Hall of Fame.
Ringraziamenti speciali le vengono fatti nei crediti di diversi titoli, anche postumi, come Spore, Offworld Trading Company e The Swords of Ditto.

## Videogiochi realizzati
Videogiochi dei quali Dan/Danielle Bunten è responsabile del design, e quasi sempre anche della programmazione.
| Titolo                   | Anno | Piattaforma/e                      | Editore           |
| ------------------------ | ---- | ---------------------------------- | ----------------- |
| Wheeler Dealers          | 1978 | Apple II                           | Speakeasy         |
| Computer Quarterback     | 1979 | Apple II                           | SSI               |
| Cartels and Cutthroats   | 1981 | Apple II, C64, MS-DOS              | SSI               |
| Cytron Masters           | 1982 | Apple II, Atari 8-bit              | SSI               |
| M.U.L.E.                 | 1983 | C64, Atari 8-bit, NES, MS-DOS, MSX | Electronic Arts   |
| The Seven Cities of Gold | 1984 | Atari 8-bit, Amiga, Mac OS, MS-DOS | Electronic Arts   |
| Heart of Africa          | 1985 | C64                                | Electronic Arts   |
| Robot Rascals            | 1986 | Apple II, C64, MS-DOS              | Electronic Arts   |
| Modem Wars               | 1988 | C64, MS-DOS                        | Electronic Arts   |
| Command HQ               | 1990 | MS-DOS                             | MicroProse        |
| Global Conquest          | 1992 | MS-DOS                             | Electronic Arts   |
| Warsport                 | 1997 | Microsoft Windows                  | MPath Interactive |
| Rockett's New School     | 1997 | Microsoft Windows                  | Purple Moon Media |